# Mikrokraftvarmeanlæg
Mikrokraftvarmeanlæg, mikro-CHP eller micro-CHP er en udvidelse af den nu veletablerede kraftvarmeanlægside beregnet til én eller flere husstande eller mindre kontorbygninger.

## Overblik
Erkendelsen af, at mange forbrugere har brug for både varmeanlæg og elektricitet; kraftvarmeanlæg, også kaldet cogeneration, gjorde at mikrokraftvarmeanlæg så dagens lys. Mikrokraftvarmeanlæg drager, ligesom kraftvarmeanlæg, fordel af at spildvarmen fra elektricitetsgenereringen anvendes til varmt vand og boligopvarmning.

## Teknologier
Mikrokraftvarmeanlæg bliver baseret på flere forskellige teknologier:
- forbrændingsmotorer
- Stirlingmotor – senere sikkert i form af termoakustiske Stirlingmotorer
- Dampmaskiner
- Mikroturbiner
- Brændselsceller

## Markedsstatus
Det største antal idriftstagne mikrokraftvarmeanlæg findes i Japan. Flere end 50.000 enheder er i drift, de fleste af dem er af typen ECO-WILL
 og 
bygger på en mikrokraftvarmemotor produceret af Honda. Honda mikrokraftvarmeanlægget har en motor med lang driftstid med ekstremt lav støj og indbygget elnetstilslutning, hvilket gør enheden ligeså avanceret som Hondas hybridbiler.
Man formoder at Storbritannien havde omkring 1.000 mikrokraftvarmeanlæg ved udgangen af 2002. Disse mikrokraftvarmeanlæg er primært af mærket Whispergen Stirlingmotorer
 
og Senertec Dachs stempelmotorer.
 
Mikrokraftvarmeanlægsmarkedet støttes af regeringen på flere måder. Den 7. april 2005 satte Storbritanniens regering skatten ned fra 17,5% til 5% for mikrokraftvarmeanlæg for at støtte efterspørgslen på disse nye teknologier på bekostning af eksisterende mindre miljøvenlige teknologier. Beskatningsreduktionen på 12,5% subsidier skal hjælpe mikrokraftvarmeanlæg til at blive mere konkurrencedygtige og på sigt øge salget af dem i Storbritannien.
 
Af de 24 millioner husstande i UK kan så mange som 14 til 18 millioner være egnede til mikrokraftvarmeanlæg.
Climate Energy of Massachusetts har i USA introduceret dets Freewatt
 
mikrokraftvarmeanlæg til det amerikanske marked. Freewatt-anlægget bygger også på Hondas mikrokraftvarmeanlægsteknologi. Det hævdes at Freewatt-anlægget kan producere omkring 50% af en typisk amerikansk hustands elektricitets- og varmebehov og dermed reducere husets CO2-udslip væsentligt. Freewatt-anlægget har allerede modtaget flere anerkendelser – inklusiv årets gennembrudsprodukt i 2006 fra magasinet Popular Mechanics
 
og det forventes at Freewatt-anlægget bliver meget udbredt i USA i løbet af få år. Det estimeres at produktet kan anvendes i omkring 50 millioner hjem i USA. En af USAs større naturgasdistributionsfirmaer, KeySpan, har evalueret Freewatt og tilbyder et anseeligt økonomisk incitament til deres kunder, hvis de køber produktet og hjælper deres energy conservation program.